# Championnat d'Indonésie de football 2005
Navigation
Saison précédente Saison suivante
La saison 2005 du Championnat d'Indonésie de football est la onzième édition du championnat de première division en Indonésie.
La compétition se compose de plusieurs phases :
- la première voit les vingt-huit équipes participantes réparties en deux poules (Est et Ouest) où elles s'affrontent deux fois au cours de la saison, à domicile et à l'extérieur. À l'issue de cette phase, les quatre premiers se qualifient pour le Super Huit tandis que les deux derniers sont relégués en deuxième division.
- le Super Huit est disputée avec deux poules de quatre équipes, qui ne s'affrontent qu'une seule fois. Le premier de chaque groupe joue la finale nationale.

C'est le club de Persipura Jayapura qui remporte le championnat cette saison après avoir battu lors de la finale nationale  Persija Jakarta.  C'est le tout premier titre de champion d'Indonésie de l'histoire du club. Il se qualifie pour la Ligue des champions de l'AFC 2006 en compagnie du vainqueur de la Coupe d'Indonésie.

## Les clubs participants
| Groupe Ouest : - Persija Jakarta - Arema Malang - PSIS Semarang - PSMS Medan - Persib Bandung - Persekabpas Pasuruan - PSS Sleman - Persita Tangerang - Sriwijaya FC - Semen Padang - Persikota Tangerang - PSDS Deli Serdang - Deltra Putra Sidoarjo - PSPS Pekanbaru | Groupe Est : - Persipura Jayapura - PSM Makassar - Persik Kediri - Persebaya Surabaya - Persiba Balikpapan - PKT Bontang - Persema Malang - Persela Lamongan - Persmin Minahasa - Persegi Gianyar - Persibom Bolaang Mongondow - Persijap Jepara - Pelita Krakatau Steel Cilegon - Petrokimia Putra |

## Compétition
Le barème utilisé pour établir l'ensemble des classements est le suivant :
- Victoire : 3 points
- Match nul : 1 point
- Défaite : 0 point

### Classement

#### Première phase
| Rang | Équipe                | Pts | J  | G  | N  | P  | Bp | Bc | Diff |
| ---- | --------------------- | --- | -- | -- | -- | -- | -- | -- | ---- |
| 1    | Persija Jakarta       | 49  | 26 | 15 | 4  | 7  | 42 | 21 | +21  |
| 2    | Arema Malang          | 46  | 26 | 13 | 7  | 6  | 42 | 20 | +22  |
| 3    | PSIS Semarang         | 42  | 26 | 10 | 12 | 4  | 36 | 21 | +15  |
| 4    | PSMS Medan            | 42  | 26 | 12 | 6  | 8  | 30 | 26 | +4   |
| 5    | Persib Bandung        | 38  | 26 | 10 | 8  | 8  | 32 | 26 | +6   |
| 6    | Persekabpas Pasuruan  | 37  | 26 | 11 | 4  | 11 | 30 | 37 | -7   |
| 7    | PSS Sleman            | 34  | 26 | 10 | 4  | 12 | 22 | 32 | -10  |
| 8    | Persita Tangerang     | 32  | 26 | 8  | 8  | 10 | 31 | 26 | +5   |
| 9    | Sriwijaya FC          | 32  | 26 | 9  | 5  | 12 | 30 | 34 | -4   |
| 10   | Semen Padang          | 32  | 26 | 9  | 5  | 12 | 24 | 30 | -6   |
| 11   | Persikota Tangerang   | 31  | 26 | 7  | 10 | 9  | 25 | 35 | -10  |
| 12   | PSDS Deli Serdang     | 30  | 26 | 8  | 6  | 12 | 32 | 45 | -13  |
| 13   | Deltra Putra Sidoarjo | 29  | 26 | 7  | 8  | 11 | 33 | 43 | -10  |
| 14   | PSPS Pekanbaru        | 25  | 26 | 6  | 7  | 13 | 29 | 42 | -13  |

| Rang | Équipe                        | Pts | J  | G  | N | P  | Bp | Bc | Diff |
| ---- | ----------------------------- | --- | -- | -- | - | -- | -- | -- | ---- |
| 1    | Persipura Jayapura            | 46  | 26 | 14 | 4 | 8  | 31 | 17 | +14  |
| 2    | PSM Makassar                  | 45  | 26 | 14 | 3 | 9  | 42 | 29 | +13  |
| 3    | Persik Kediri                 | 43  | 26 | 13 | 4 | 9  | 44 | 28 | +16  |
| 4    | Persebaya SurabayaT           | 43  | 26 | 12 | 7 | 7  | 31 | 22 | +9   |
| 5    | Persiba Balikpapan            | 41  | 26 | 13 | 2 | 11 | 29 | 26 | +3   |
| 6    | PKT Bontang                   | 36  | 26 | 10 | 6 | 10 | 29 | 32 | -3   |
| 7    | Persema Malang                | 36  | 26 | 11 | 3 | 12 | 30 | 34 | -4   |
| 8    | Persela Lamongan              | 35  | 26 | 9  | 8 | 9  | 27 | 29 | -2   |
| 9    | Persmin Minahasa              | 34  | 26 | 10 | 4 | 12 | 24 | 28 | -4   |
| 10   | Persegi Gianyar               | 34  | 26 | 10 | 4 | 12 | 27 | 37 | -10  |
| 11   | Persibom Bolaang Mongondow    | 31  | 26 | 10 | 4 | 12 | 21 | 30 | -9   |
| 12   | Persijap Jepara               | 30  | 26 | 7  | 9 | 10 | 25 | 29 | -4   |
| 13   | Pelita Krakatau Steel Cilegon | 29  | 26 | 8  | 5 | 13 | 28 | 38 | -10  |
| 14   | Petrokimia Putra              | 26  | 26 | 7  | 5 | 14 | 32 | 41 | -9   |

#### Super Huit
Groupe A :
| Rang | Équipe              | Pts | J | G | N | P | Bp | Bc | Diff |  | Résultats (▼ dom., ► ext.) | PeJa | PSIS | PSM | PeSu |
| ---- | ------------------- | --- | - | - | - | - | -- | -- | ---- |  | -------------------------- | ---- | ---- | --- | ---- |
| 1    | Persija Jakarta     | 7   | 3 | 2 | 1 | 0 | 5  | 1  | +4   |  | Persija Jakarta            |      | 1-0  | 1-1 | 3-0  |
| 2    | PSIS Semarang       | 6   | 3 | 2 | 0 | 1 | 3  | 1  | +2   |  | PSIS Semarang              |      |      | 2-0 | 1-0  |
| 3    | PSM Makassar        | 2   | 3 | 0 | 2 | 1 | 3  | 5  | -2   |  | PSM Makassar               |      |      |     | 2-2  |
| 4    | Persebaya SurabayaT | 1   | 3 | 0 | 1 | 2 | 2  | 6  | -4   |  | Persebaya SurabayaT        |      |      |     |      |

- En raison de son forfait lors du dernier match de la poule face à Persija Jakarta, le club de Persebaya Surabaya est suspendu en première instance par la fédération indonésienne à une suspension de deux saisons suivie d'une relégation en 3e division lors de la saison 2008. Cette sanction est ramenée par la suite à une relégation en deuxième division à l'issue du championnat.

Groupe B :
| Rang | Équipe             | Pts | J | G | N | P | Bp | Bc | Diff |  | Résultats (▼ dom., ► ext.) | PeJa | PSMS | PeKe | Arem |
| ---- | ------------------ | --- | - | - | - | - | -- | -- | ---- |  | -------------------------- | ---- | ---- | ---- | ---- |
| 1    | Persipura Jayapura | 9   | 3 | 3 | 0 | 0 | 3  | 0  | +3   |  | Persipura Jayapura         |      | 1-0  | 1-0  | 1-0  |
| 2    | PSMS Medan         | 4   | 3 | 1 | 1 | 1 | 2  | 2  | 0    |  | PSMS Medan                 |      |      | 2-1  | 0-0  |
| 3    | Persik Kediri      | 3   | 3 | 1 | 0 | 2 | 3  | 3  | 0    |  | Persik Kediri              |      |      |      | 2-0  |
| 4    | Arema MalangC      | 1   | 3 | 0 | 1 | 2 | 0  | 3  | -3   |  | Arema MalangC              |      |      |      |      |

#### Finale
| 25 septembre 2005 | Persija Jakarta                 | 2 - 3 a.p. | Persipura Jayapura                          | Stade Gelora Bung Karno, Djakarta           |                                             |
|                   | Agus Indra 10e · Wewengkang 55e |            | Boaz Salossa 18e · Fingrau 82e · Kabes 101e | Spectateurs : 80 000 Arbitrage : M.Purwanto | Spectateurs : 80 000 Arbitrage : M.Purwanto |

#### Barrage de relégation
Pour déterminer les trois autres clubs relégués (en plus de Persebaya Surabaya), les deux derniers de chaque groupe de première phase sont regroupées dans une poule où ils s'affrontent une fois. Seul le premier se maintient en première division. Entre la fin de la première phase et le barrage, le club de Petrokimia Putra a été absorbé par Gresik United, qui prend sa place en barrage. De plus, Pelita Krakatau Steel Cilegon a déménagé dans la ville de Purwakarta et est devenu Pelita Jaya.
| Rang | Équipe                | Pts | J | G | N | P | Bp | Bc | Diff |  | Résultats (▼ dom., ► ext.) | PeJa | PSMS | PeKe | Arem |
| ---- | --------------------- | --- | - | - | - | - | -- | -- | ---- |  | -------------------------- | ---- | ---- | ---- | ---- |
| 1    | Deltra Putra Sidoarjo | 7   | 3 | 2 | 1 | 0 | 7  | 1  | +6   |  | Deltra Putra Sidoarjo      | 2-0  | 1-1  | 4-0  |      |
| 2    | Pelita Jaya           | 6   | 3 | 2 | 0 | 1 | 4  | 3  | +1   |  | Pelita Jaya                |      |      | 1-0  | 3-1  |
| 3    | PSPS Pekanbaru        | 4   | 3 | 1 | 1 | 1 | 2  | 2  | 0    |  | PSPS Pekanbaru             |      |      |      | 1-0  |
| 4    | Gresik United         | 0   | 3 | 0 | 0 | 3 | 1  | 8  | -7   |  | Gresik United              |      |      |      |      |

## Bilan de la saison
| Championnat d'Indonésie de football 2005 |                                |
| Champion                                 | Persipura Jayapura (1er titre) |
| Coupes et trophées                       |                                |
| Vainqueur de la Coupe d'Indonésie 2005   | Arema Malang                   |
| Qualifications continentales             |                                |
| Ligue des champions de l'AFC 2006        | Persipura Jayapura             |
| Ligue des champions de l'AFC 2006        | Arema Malang                   |
| Promotions et relégations                |                                |
| Promus en Premier Division               | PSIM Jogjakarta                |
| Promus en Premier Division               | Persiter Ternate               |
| Promus en Premier Division               | Persiwa Wamena                 |
| Promus en Premier Division               | Persitara Jakarta Utara        |
| Relégués en Second Division              | Pelita Jaya                    |
| Relégués en Second Division              | PSPS Pekanbaru                 |
| Relégués en Second Division              | Gresik United                  |
| Relégués en Second Division              | Persebaya Surabaya             |